# Пуансон-ле-Ларре
Пуансо́н-ле-Ларре́ (фр. Poinçon-lès-Larrey) — коммуна во Франции, находится в регионе Бургундия. Департамент коммуны — Кот-д’Ор. Входит в состав кантона Лень. Округ коммуны — Монбар.
Код INSEE коммуны — 21488.

## Население
Население коммуны на 2010 год составляло 206 человек.
| 1962 | 1968 | 1975 | 1982 | 1990 | 1999 | 2010 |
| ---- | ---- | ---- | ---- | ---- | ---- | ---- |
| 228  | 230  | 235  | 236  | 199  | 196  | 206  |

## Экономика
В 2010 году среди 116 человек трудоспособного возраста (15—64 лет) 77 были экономически активными, 39 — неактивными (показатель активности — 66,4 %, в 1999 году было 61,0 %). Из 77 активных жителей работали 69 человек (39 мужчин и 30 женщин), безработных было 8 (3 мужчин и 5 женщин). Среди 39 неактивных 9 человек были учениками или студентами, 14 — пенсионерами, 16 были неактивными по другим причинам.